# Hunnenschlacht (Liszt)

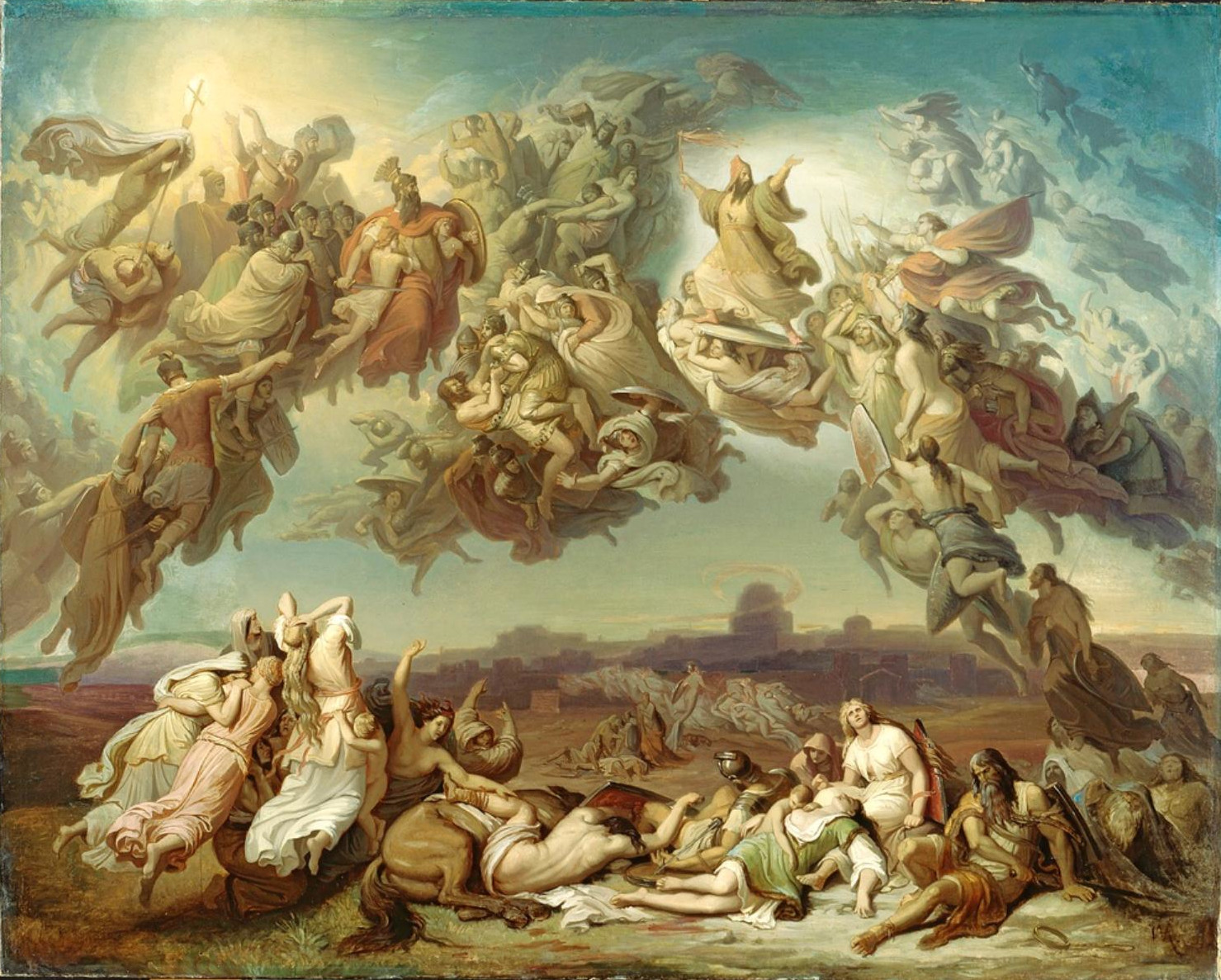
Die Hunnenschlacht, tableau de Wilhelm von Kaulbach

Hunnenschlacht (français : La Bataille des Huns) est un poème symphonique de Franz Liszt, écrit en 1857 d’après l’œuvre picturale homonyme de Wilhelm von Kaulbach.
Cette dernière décrivait la bataille des champs Catalauniques qui eut lieu en 451, et au cours de laquelle les armées hunniques, menées par Attila, rencontrèrent une coalition romaine dirigée par le général romain Flavius Aetius et le roi wisigoth Théodoric. 
La première section de cet ouvrage, Tempestuoso, allegro non troppo, porte les instructions suivantes de la part du compositeur : « L'on devra s'efforcer de maintenir une couleur orchestrale très sombre, tous les instruments devant sonner comme des fantômes ». Par la suite, « les opposés s'affrontent et se confrontent littéralement en un duel symétrique ».
Dans une lettre datée du 1er mai 1857, Liszt confie qu'il a « été amené à accorder à la lumière solaire personnifiée par le choral « Crux fidelis » une place relativement plus grande que celle qu'elle semble occuper dans le célèbre tableau ».

## Analyse
L'argument de La Bataille des Huns « oppose la furie des passions « barbares » aux vertus irradiantes de l'idée chrétienne, l'équivalent des instincts originels décrits par Nietzsche, le dionysiaque et l'apollinien, à cette distinction près que l'apollinien est ici entièrement assimilé à la cause religieuse ».
L'esthétique musicale de Liszt « n'opère pas une fusion telle que Nietzsche la célèbre dans La Naissance de la tragédie, mais le triomphe eschatologique du principe religieux sur les forces dionysiaques, assimilées au mal ».
Le philosophe et musicologue Vladimir Jankélévitch analyse les thèmes liant les poèmes symphoniques de Liszt à l'ensemble de son œuvre : « Orphée, Ce qu'on entend sur la montagne, La Bataille des Huns et jusqu'à François d'Assise prêchant aux petits oiseaux marquent tous, chacun à sa manière, une victoire de l'homme et de l'humain sur la bestialité » : ainsi, « le vautour de Prométhée deviendra le rossignol de Saint François ».
Selon lui, « dans La Bataille des Huns, la brutalité en délire et ses divisions blindées ont enfin trouvé leurs champs catalauniques : les anges de lumière, de charme, de progrès, de douceur triomphent ici des ogres et des monstres comme ils triomphèrent à Salamine ; les hydres de Lerne de notre vieille férocité sont comme mises en fuite, mais apprivoisées, civilisées ».

## Postérité
Le compositeur français Christophe Looten a réalisé, à l'occasion de l'année du bicentenaire de la naissance de Liszt, une transcription de ce poème symphonique pour quatuor à cordes[réf. nécessaire].